# Adventure (Guyana)
Adventure es una localidad de Guyana, en la región Pomeroon-Supenaam. 
Es una localidad costera en la desembocadura del río Esequibo, y se conecta con Wakenaam y Parika mediante la terminal de ferry. Por tierra una carretera la comunica con la costa occidental de Demerara, y la ciudad de Georgetown  mediante el Demerara harbour bridge La ciudad está ubicada dentro de Guayana Esequiba, una región reclamada por Venezuela.

## Demografía
Según censo de población 2002 contaba con 12.391 habitantes. La estimación 2010 refiere a 13.771 habitantes.
Ocupación de la población
| Dato      | Funcionarios | Profesionales y técnicos | Clero | Comercio y Servicios | Act. agrícolas | Act. industriales | Ocup. elementales | S/D | Total |
| --------- | ------------ | ------------------------ | ----- | -------------------- | -------------- | ----------------- | ----------------- | --- | ----- |
| Población | 25           | 102                      | 76    | 231                  | 73             | 51                | 223               | 754 | 1535  |